# Гренье, Эдриан
Э́дриан Гренье́ (англ. Adrian Grenier; род. 10 июля 1976, Санта-Фе, Нью-Мексико, США) — американский актёр, музыкант и режиссёр. Известен на телевидении как исполнитель роли Винсента Чейза в сериале «Красавцы» на телеканале HBO.

## Биография

### Ранние годы
Актёр родился в городе Санта-Фе, штат Нью-Мексико и вырос на Манхэттене. Его родители так и не поженились, и Эдриан рос в неполной семье. Гренье имеет корни европейцев, а также племён североамериканских индейцев апачи. После окончания школы Эдриан поступил в Бард-колледж в Нью-Йорке, входящий в знаменитую Свободную Лигу.

### Увлечения
Гренье является основным барабанщиком и иногда вокалистом и гитаристом американской группы «The Honey Brothers» и фронтменом группы «Kid Friendly». Помимо этого он играет на фортепиано и валторне.

## Карьера
Гренье дебютирует в кино в независимой драме «Арест Джины» 1997 года режиссёра Ханны Вейер. После нескольких последующих картин в 1999 году вместе с Мелиссой Джоан Харт актёр снимается в фильме «Сведи меня с ума» и в клипе к саундтреку картины «(You Drive Me) Crazy» исполненного Бритни Спирс. Через два года Эдриан исполняет одну из главных ролей очень успешного фильма «Гарвардская тусовка» Джеймса Тобэка. В 2002 году случился режиссёрский дебют Гренье — документальный фильм «Выстрел в темноте», в котором показаны хроники его многолетнего поиска своего отца, которого он не видел с раннего детства. В итоге Эдриан после 18-летнего перерыва всё-таки нашёл отца и теперь они с Данбаром Гренье поддерживают тёплые отношения. В 2004 году Гренье прошёл кастинг на роль Винсента Чейза в сериале «Красавцы» на канале HBO, который и принёс актёру всеобщую популярность не только в США. Спустя два года Эдриан получает роль Нэйта, парня главной героини Энди (Энн Хэтэуэй) в ставшем культовым фильмом в мире моды «Дьявол носит Prada». Также в 2007 году Гренье решается показать свою первую режиссёрскую работу на телеэкранах.

## Фильмография
| Год       |     | Русское название                           | Оригинальное название            | Роль                     |
| --------- | --- | ------------------------------------------ | -------------------------------- | ------------------------ |
| 1997      | ф   | Арест Джины                                | Arresting Gena                   | Кабуш                    |
| 1997      | ф   | Сумасшедшие улицы                          | Hurricane Streets                | Панк                     |
| 1998      | ф   | Знаменитость                               | Celebrity                        | знакомый Брэндона Дерроу |
| 1998      | ф   | Приключения Себастьяна Коула               | The Adventures of Sebastian Cole | Себастьян Коул           |
| 1999      | ф   | Сведи меня с ума                           | Drive Me Crazy                   | Чейз Хамонд              |
| 2000      | ф   | Безумный Сесил Б.                          | Cecil B. Demented                | Лайл                     |
| 2001      | ф   | Гарвардская тусовка                        | Harvard Man                      | Алан Дженсен             |
| 2001      | ф   | Искусственный разум                        | A.I. Artificial Intelligence     | Teen in Van              |
| 2002      | ф   | Любовь во времена, когда деньги решают всё | Love in the Time of Money        | Ник                      |
| 2002      | ф   | Война Харта                                | Hart's War                       | рядовой Абрамс           |
| 2002      | док | Выстрел в темноте                          | Shot in the Dark                 | продюсер, режиссёр       |
| 2002      | тф  | Освежись!                                  | Freshening Up                    | Ноа                      |
| 2003      | ф   | Приносящий дождь                           | Bringing Rain                    | Клэй Аскинс              |
| 2003      | ф   | Кое-что ещё                                | Anything Else                    | Рэй Полито               |
| 2004      | ф   | Свадьба Тони и Тины                        | Tony N' Tina's Wedding           | Майкл                    |
| 2004—2011 | с   | Красавцы                                   | Entourage                        | Винсент Чейз             |
| 2005      | ф   | Идеальный вариант                          | A Perfect Fit                    | Джон                     |
| 2005      | кор | Напротив по коридору                       | Across the Hall                  | Джулиан, продюсер        |
| 2006      | ф   | Дьявол носит Prada                         | The Devil Wears Prada            | Нэйт                     |
| 2006      | ф   | Лёгкая смерть                              | Euthanasia                       | режиссёр, сценарист      |
| 2007      | кор | Не смотри на время                         | Off Hour                         | Бруно                    |
| 2008      | ф   | Приключения Пауэра                         | Adventures of Power              | Даллас Хьюстон           |
| 2010      | ф   | Юный папарацци                             | Teenage Paparazzo                | режиссёр, сценарист      |
| 2015      | ф   | Красавцы                                   | Entourage                        | Винсент Чейз             |
| 2016      | ф   | Налётчики                                  | Marauders                        | Вилс                     |
| 2020      | ф   | Королева клуба                             | Stage Mother                     | Нейтан                   |
| 2021      | с   | Кликбейт                                   | Clickbait                        | Ник Брюэр                |

## Награды и номинации
| Награды и номинации                                                  | Награды и номинации | Награды и номинации                          | Награды и номинации | Награды и номинации |
| Награда                                                              | Год                 | Категория                                    | Фильм | Итог                |
| -------------------------------------------------------------------- | ------------------- | -------------------------------------------- | --- | ------------------- |
| Teen Choice Award                                                    | 2006                | Выбор фильма: Chemistry                      | Красавцы (Вместе с Кевином Коннолли, Кевином Диллоном, Джерри Феррара и Джереми Пивеном)                                     | Номинация           |
| Teen Choice Award                                                    | 2007                | Выбор телеактёра — комедия                   | Красавцы | Номинация           |
| New York International Independent Film and Video Festival (NYIIFVF) | 2007                | Лучший актёр                                 | Не смотри на время | Награда             |
| Премия Гильдии киноактёров США                                       | 2007                | Лучший актёрский состав в комедийном сериале | Красавцы (Вместе с Кевином Коннолли, Кевином Диллоном, Джерри Феррара, Перри Ривз, Джереми Пивеном, Рексом Ли и Деби Мейзар) | Номинация           |
| Премия Гильдии киноактёров США                                       | 2008                | Лучший актёрский состав в комедийном сериале | Красавцы (Вместе с Ризом Койро, Кевином Коннолли, Кевином Диллоном, Джерри Феррара, Перри Ривз, Джереми Пивеном и Рексом Ли) | Номинация           |
| Vail Film Festival                                                   | 2008                | Blue Sky Tribute Award                       | — | Награда             |